# International Data Group
IDG (International Data Group) is een Amerikaanse uitgeverij.  Het concern is in 1964 opgericht en voortgekomen uit International Data Corporation. De uitgeverij publiceert meer dan 300 bladen en 700 boeken in 84 landen, waaronder Nederland.

## Bedrijfsprofiel
IDG is opgezet als een decentraal geleide onderneming: het hoofdkantoor in de VS, geeft enkele publicaties uit en daarnaast opereren dochterondernemingen in vele landen met eigen uitgaven. De namen van de uitgaven van IDG eindigen vaak op het woord wereld. IDG geeft in meerdere landen de titels Computerworld, InfoWorld, CIO, Macworld, Network World, en PC World uit. De Nederlandse publicatie Webwereld was een unicum in de portfolio omdat er internationaal geen "Webworld"-publicaties bestonden.
In de VS beschikt IDG over een dochteronderneming IDG World Expo, die technologiebeurzen organiseert zoals E for All, Macworld/iWorld, en LinuxWorld Conference and Expo.
IDG heeft een eigen nieuwsdienst, de IDG News Service. Deze nieuwsdienst beschikt over een hoofdkantoor in Boston en correspondenten in onder meer Washington, San Francisco, Tokio, Taipei, Beijing, Singapore, Bangalore, Parijs, London, Stockholm en Brussel.